# Jinonice (stacja metra)
Jinonice – stacja linii B metra praskiego (odcinek III.B), położona w dzielnicy o tej samej nazwie, w pobliżu ulicy Radlickiej.
Otwarta została pod nazwą Švermova (na cześć pisarza i działacza komunistycznego Jana Švermy), obecna została nadana 22 lutego 1990 roku.